# Yigu Zhen
Yigu Zhen (kinesiska: 以古, 以古镇) är en köping i Kina. Den ligger i provinsen Yunnan, i den sydvästra delen av landet, omkring 320 kilometer nordost om provinshuvudstaden Kunming. Antalet invånare är 30 255. Befolkningen består av 14 076 kvinnor och 16 179 män. Barn under 15 år utgör 30 %, vuxna 15-64 år 63 %, och äldre över 65 år 6,0 %.
Genomsnittlig årsnederbörd är 1 157 millimeter. Den regnigaste månaden är juli, med i genomsnitt 232 mm nederbörd, och den torraste är december, med 13 mm nederbörd.